# 依上城
依上城（よりがみじょう）は、茨城県久慈郡大子町（常陸国久慈郡大子村）にあった日本の城（山城）。

## 歴史・沿革
築城時期は不詳だが室町時代といわれ、常陸守護・佐竹氏庶流の北酒出氏の分家・依上氏の当主依上顕義が築城したとされる。別称を塙館ともいう。代々、依上氏の居城であったが、依上義長に実子がなかったため、佐竹氏の庶流　山入氏より養子が入り、依上宗義が城主となった。
以降、山入氏の実質的な一族として佐竹氏の家督相続において山入氏が本宗家である佐竹氏に背くと依上氏も山入派として行動した。殊に山入氏とその一族である依上氏は室町幕府における関東の統治代行者である鎌倉公方ではなく、足利将軍家を直接の主君とする京都扶持衆となっており、鎌倉公方と公方に忠節を尽くす守護　佐竹氏とは緊張関係を保つようになっていた。
その後の応永23年（1416年）、犬懸上杉家の当主で前関東管領上杉禅秀が足利満隆を奉じて鎌倉公方足利持氏に謀叛した上杉禅秀の乱において依上氏が禅秀方に立ったことで、依上氏とその居城である依上城は鎌倉公方の追討を受けることとなり、公方から派遣された里見家基の攻撃を受け落城した。
以来、廃城となり、現在は城址のみ残る。